# Playa de Cambaredo
La playa de Cambaredo es una de las playas del concejo asturiano de El Franco, España, en el occidente de Asturias y situada en la localidad de La Caridad.
Pertenece a la Costa Occidental de Asturias y pese a no estar incluida en la franja que comprende el Paisaje Protegido de la Costa Occidental de Asturias, presenta dos tipos de protección medioambiental, ya que está catalogada como ZEPA y LIC.

## Descripción
Presenta forma de ensenada, una longitud aproximada de 210 metros y una anchura media de 20 a 25 metros y tiene una afluencia de público muy escasa. El entorno es totalmente rural, sus arenas son de gruesos granos grises y el acceso a ellas, menor de un km es complicado y difícil.
La playa es angosta y solitaria, al abrigo de acantilados de gran altura poblados de pinos. En esta playa se recogía «ocle» antiguamente. Para acceder a la playa lo más prudente y fácil es hacerlo en momentos de bajamar, cuando esta se une a la vecina Playa de Castello y acceder a través de ella por el pedrero que hay entre ambas. Hay otro acceso por la parte occidental mediante el camino que va desde La Caridad hasta el mirador.
No dispone de ningún tipo de servicio, tiene desembocadura fluvial y las actividades recomendadas son la pesca submarina y la deportiva. Hay que tener gran precaución cuando se anda por el pedrero por lo resbaladizo de este.